# Carlux
Carlux (trong tiếng Occitan Carluç) là một xã, nằm ở Dordogne trong vùng Aquitaine của Pháp. 
Carlux có diện tích 13,31 km2, dân số năm 1999 là 624 người.

## Thông tin nhân khẩu
| Năm | 1864 | 1962 | 1968 | 1975 | 1982 | 1990 | 1999 |
| --- | ---- | ---- | ---- | ---- | ---- | ---- | ---- |
| Dân số | 932  | 535  | 549  | 514  | 565  | 594  | 624  |
| From the year 1962 on: No double counting—residents of multiple communes (e.g. students and military personnel) are counted only once. |      |      |      |      |      |      |      |